# El Camaleón
El Camaleón är en ort i Mexiko.   Den ligger i kommunen Romita och delstaten Guanajuato, i den centrala delen av landet, 300 km nordväst om huvudstaden Mexico City. El Camaleón ligger 1 766 meter över havet och antalet invånare är 510.
Terrängen runt El Camaleón är en högslätt. Runt El Camaleón är det ganska tätbefolkat, med 124 invånare per kvadratkilometer. Närmaste större samhälle är Romita, 12,2 km öster om El Camaleón. Omgivningarna runt El Camaleón är en mosaik av jordbruksmark och naturlig växtlighet.